# Promeces basalis
Promeces basalis là một loài bọ cánh cứng trong họ Cerambycidae.